# Bataille de l'île de May
| \| Lieu des naufrages · Naufrages \| Lieu des naufrages |
| Lieu des naufrages · Naufrages                          |

La bataille de l'île de May est le nom donné à une désastreuse série d'accidents qui eut lieu pendant l'opération EC1 en 1918. Ce nom lui fut donné car les accidents, impliquant des navires de la Royal Navy se rendant à des exercices en mer du Nord depuis Rosyth, eurent lieu à proximité de l'île de May, située au nord de l'embouchure du Firth of Forth en Écosse. Dans la nuit du 31 janvier au 1er février 1918, alors que le temps est brumeux, cinq collisions impliquant huit navires eurent lieu. Deux sous-marins furent coulés et trois autres, ainsi qu'un croiseur léger furent endommagés, en tout 105 hommes appartenant tous à la Royal Navy furent tués. Bien que cet événement eut lieu pendant la Première Guerre mondiale, il est entièrement dû à des causes accidentelles et aucune force ennemie n'était présente. Cette qualification de « bataille » est donc usurpée mais lui fut attribuée par dérision.
L'enquête et le procès en cour martiale qui suivit furent gardés secrets et c'est seulement dans les années 1990 que de plus amples informations furent révélées.
En 2011, des géomètres réalisant une enquête préparatoire détaillée des fonds marins en vue de l'installation de la ferme éolienne offshore Neart Na Gaoithe, publièrent des images sonar des épaves des deux sous-marins (les HMS K4 et K17) coulés lors de cet événement.

## Déroulement des événements
Près de 40 navires quittent Rosyth dans l'après-midi du 31 janvier 1918 à destination de la mer du Nord où l'exercice EC1, impliquant l'ensemble de la Grand Fleet venant de Scapa Flow dans les Orcades, doit avoir lieu dans les jours suivants.

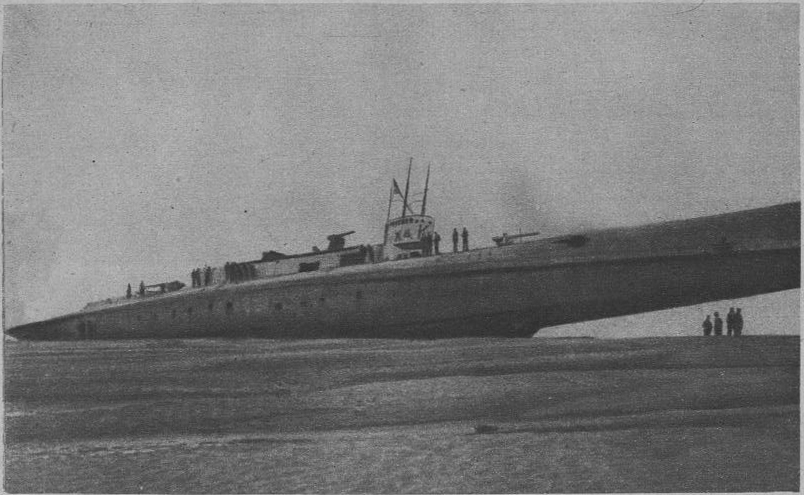
Le sous-marin K4 échoué sur un banc de sable.

Les navires comprennent le 5th Battle Squadron, constitué de trois cuirassés et de leurs destroyers d'escorte, le 2nd Battlecruiser Squadron (en) doté de quatre croiseurs de bataille et de leurs destroyers, deux croiseurs et de deux flottilles de sous-marins de classe K chacune dirigée par un croiseur léger. Les sous-marins de classe K avaient été conçus spécialement pour opérer avec la flotte de bataille. C'étaient de grands navires pour l'époque, de 339 ft de long (103 m), propulsés par une turbine à vapeur leur permettant de naviguer à 24 nœuds en surface afin de rester au contact de la flotte de combat.
Les deux flottilles étaient la 12th Submarine Flotilla, constituée des HMS K3, K4, K6 et K7 dirigés par le HMS Fearless, et la 13th Submarine Flotilla menée par le HMS Ithuriel et composée des HMS K11, K12, K14, K17 et K22.
À 18 h 30, les navires levèrent l'ancre et la flotte entière s'élança en une file unique s'étendant sur 50 km. En tête se trouvaient les croiseurs HMS Courageous et Ithuriel, suivis par les sous-marins de la 13th Submarine Flotilla ; suivait ensuite l'escadrille de croiseurs avec les HMAS Australia, HMS New Zealand, HMS Indomitable et HMS Inflexible avec leurs destroyers et ensuite la 12th Submarine Flotilla et enfin les cuirassés du 5th Battle Squadron.
Pour éviter d'attirer les U-boote allemands dont on suspectait la présence dans la zone, une fois la nuit tombée chaque navire n'alluma qu'une faible lumière à la poupe pour indiquer sa position au navire suivant et maintenait le silence radio. Dès que les navires passaient l'île de May, ils modifiaient leur route et accéléraient à 20 nœuds.
Comme la 13th Submarine Flotilla passait l'île, une paire de feux (probablement des chalutiers dragueurs de mines) fut aperçu s'approchant de la ligne de sous-marins. La flottille modifia brusquement sa route sur bâbord pour les éviter mais la barre du K14 se bloqua et il quitta la ligne. Le K14 et le bateau derrière lui, le K12, allumèrent leurs feux de navigation et quand finalement la barre du K14 se débloqua, ils essayèrent de rejoindre leur position dans la ligne. Le K22 qui les suivait dans la ligne avait perdu de vue le reste de la flottille dans la brume et quitta la ligne. C'est alors qu'il percuta le K14. Les deux sous-marins s'arrêtèrent tandis que le reste de la flottille, étant dans l'ignorance de ce qui s'était passé, poursuivait sa route. Le K22 envoya un message radio codé au croiseur menant la flottille pour expliquer qu'il pouvait rentrer au port mais que le K14 était endommagé et en train de couler.

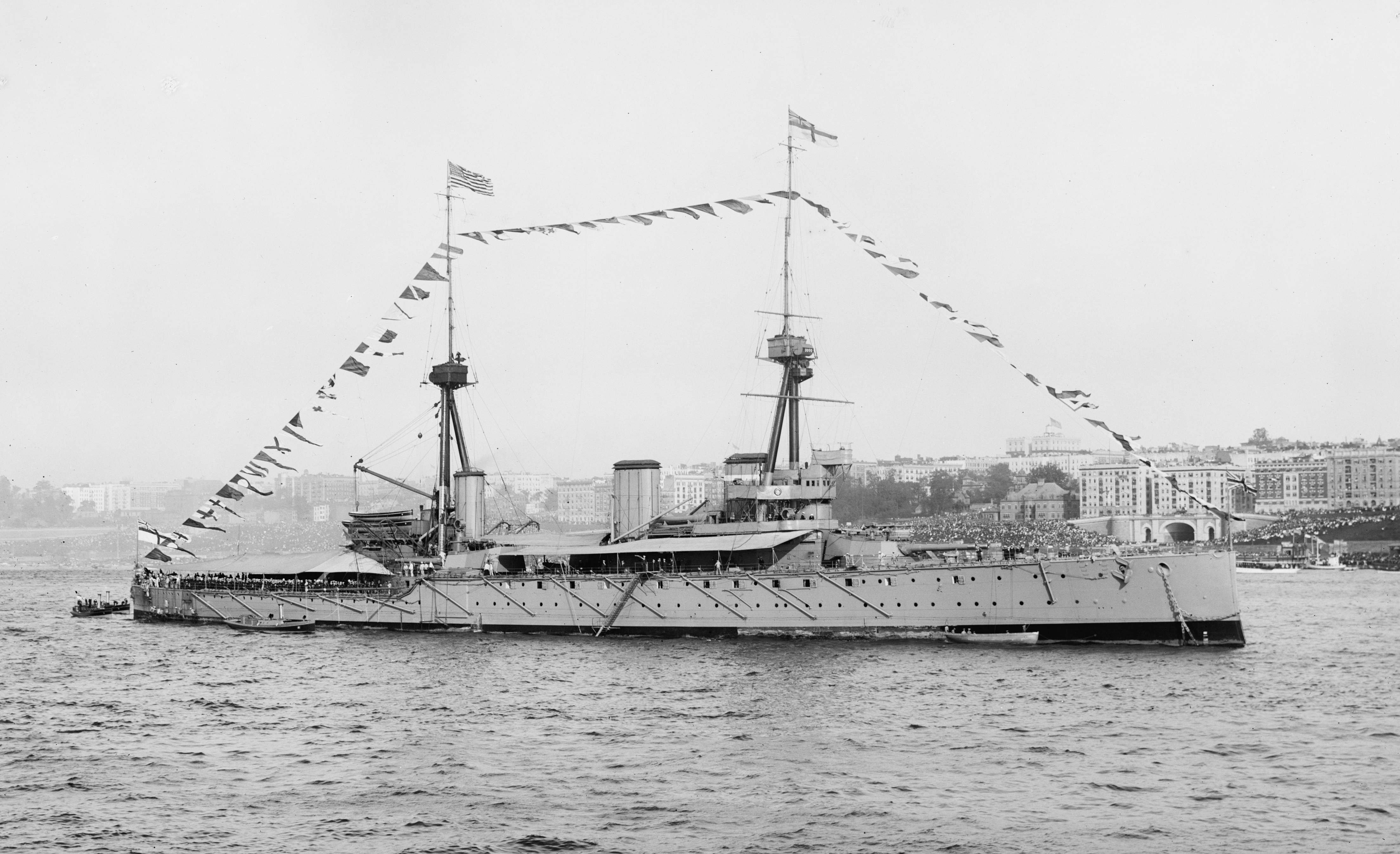
Le croiseur HMS Inflexible.

Près de 15 minutes plus tard, le 2nd Battlecruiser Squadron dépassait l'île et les deux sous-marins, mais le croiseur de bataille Inflexible percuta le K22, aggravant ses dommages. Le croiseur plia les 10 premiers mètres du K22 à angle droit et creva les ballasts et les réservoirs de carburant. Le sous-marin s'enfonça par la proue jusqu'à ce que seul le kiosque soit visible.
Pendant ce temps, le capitaine de l'Ithuriel avait reçu et décodé le message à propos de la première collision entre les deux sous-marins et faisait demi-tour pour les aider. Comme les sous-marins derrière lui le suivirent, le 2nd Battlecruiser Squadron traversa la ligne, et c'est seulement grâce à des manœuvres rapides des deux groupes de navires que des collisions supplémentaires furent évitées.

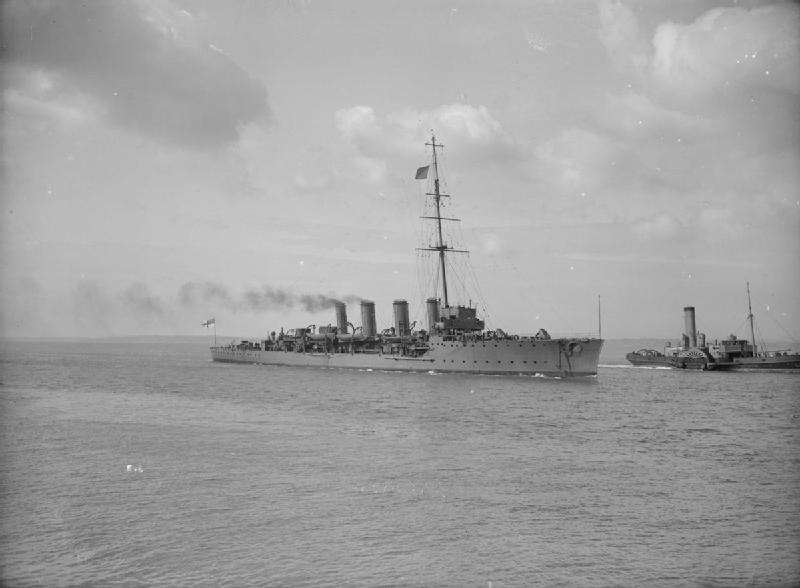
Le HMS Fearless.

Alors que la 13th Flotilla atteignait l'île de May, elle tomba sur les sous-marins de la 12th Submarine Flotilla. Le HMS Fearless surgit de la brume et percuta le K17 qui coula en quelques minutes, malgré tout la plupart des membres d'équipage purent évacuer le sous-marin.
Alors que les sous-marins suivant le Fearless, alors arrêté, viraient pour l'éviter, le croiseur de bataille Australia évita de peu le K12 qui dut virer à son tour pour s'écarter de la route du croiseur ce qui le plaça sur une trajectoire de collision avec le K6. Celui-ci tenta de l'éviter mais ce faisant heurta le K4 le coupant presque en deux. Le K4, sévèrement endommagé, coula avec tout son équipage, le K7 le heurtant pendant qu'il coulait.
À ce moment le 5th Battle Squadron, composé de trois cuirassés et de leurs destroyers traversa la zone, ignorant ce qui s'était passé, quelques destroyers achevant les survivants du K17 qui luttaient pour leur survie dans l'eau froide. Seuls neuf des cinquante-six hommes du sous-marin survécurent et l'un d'eux décéda peu après des suites de ses blessures.
En 75 minutes, les sous-marins K17 et K4 furent coulés, les sous-marins K6, K7, K14, K22 et le croiseur Fearless furent endommagés et plus de cent personnes trouvèrent la mort. Les épaves se trouvant à plus de 16 km des côtes de l'East Lothian.

## Les suites de l'accident
L'incident ne fut pas rendu public, de même que les conclusions du procès en cour martiale qui s'ensuivit. C'est seulement dans les années 1990 que des éléments du dossiers furent connus.
Le 31 janvier 2002, soit 84 ans plus tard, un cairn fut érigé dans le port d'Anstruther en face de l'île de May en mémoire des hommes morts cette nuit-là.
En août 2011, alors qu'ils effectuaient des relevés sonar des fonds marins en prévision de l'implantation du parc éolien offshore Neart Na Gaoithe, des géomètres réalisèrent une image des deux épaves disposées à 100 m l'une de l'autre. La position des deux épaves était connue mais cette image permit d'identifier précisément lequel était le K4 et lequel était le K17.